# Marcel Engelhardt
Marcel Engelhardt (Greven, 5 april 1993) is een Duits voetballer die als doelman speelt. In 2017 maakte hij namens  Eintracht Braunschweig zijn debuut in het betaalde voetbal in de 2. Bundesliga. In juli 2023 stapte hij over van FSV Zwickau naar Holstein Kiel, waar hij nog altijd onder contract staat. Hij fungeert momenteel als derde doelman.

## Clubloopbaan
Engelhardt begon met voetballen bij TSV Ratekau  en kwam via VfB Lübeck terecht in de jeugdopleiding van Hamburger SV.

### Hamburger SV
In 2008 kwam Engelhardt in de jeugdopleiding van Hamburger SV terecht. Op 15 augustus 2009 maakte hij zijn debuut bij de onder-17 tijdens de thuiswedstrijd tegen de leeftijdsgenoten van Tennis Borussia Berlin. In deze wedstrijd hield hij zijn doel schoon. In het seizoen 2009/10 speelde hij 19 wedstrijden, waarin hij 18 doelpunten incasseerde. Het daaropvolgende seizoen sloot hij aan bij de onder 19, waar hij onder trainer Otto Addo als tweede doelman begon en halverwege het seizoen eerste keus werd. In zijn tweede seizoen bij de onder-19 wisselde hij de positie regelmatig af met Florian Stritzel. Hij kwam in totaal tot 23 wedstrijden en hield daarin zeven keer de nul. Na dat seizoen maakte hij de overstap naar de senioren en keerde terug bij zijn jeugdclub VfB Lübeck. Bij Hamburger SV speelde hij in de jeugd samen met onder anderen Dominik Mašek en Levin Öztunalı.

### VfB Lübeck
Engelhardt tekende een eenjarig contract bij VfB Lübeck, dat uitkwam in de Regionalliga Nord. Op 5 augustus 2012 maakte hij zijn debuut in het eerste elftal tijdens de met 0–1 verloren thuiswedstrijd tegen VfR Neumünster. In de winterstop werd zijn contract ontbonden, waarna hij de overstap maakte naar TSV Havelse, dat op hetzelfde niveau actief was.

### TSV Havelse
Op 3 maart 2013 maakte Engelhardt onder trainer André Breitenreiter zijn debuut voor TSV Havelse in de met 7–0 gewonnen thuiswedstrijd tegen Victoria Hamburg. Na twaalf wedstrijden voor de club uit Garbsen vertrok hij en vervolgde zijn loopbaan bij Eintracht Braunschweig.

### Eintracht Braunschweig
Na zijn overstap kwam Engelhardt terecht in het tweede elftal van Eintracht Braunschweig. Op 4 augustus 2013 debuteerde hij in de met 2–0 verloren uitwedstrijd tegen VfB Oldenburg. In januari 2015 verlengde hij zijn contract tot 2018. Tijdens het seizoen 2015/16 zat hij voor het eerst bij de wedstrijdselectie van het eerste elftal, bij de wedstrijd tegen 1. FC Heidenheim. In de Voith-Arena  bleef hij op de bank; trainer Torsten Lieberknecht deed geen beroep op hem.Kort daarna raakte Engelhardt geblesseerd aan zijn knie, waarvoor een operatie nodig was. Bij de start van het seizoen 2016/17 vertrok eerste doelman Rafał Gikiewicz naar SC Freiburg, waardoor Engelhardt een plek opschoof en tweede doelman werd achter Jasmin Fejzić. Hij kwam dat seizoen niet in actie in het eerste elftal en speelde acht wedstrijden in het tweede. In het seizoen 2017/18 bleef hij tweede doelman, maar maakte hij wel zijn debuut in het betaald voetbal. Op 21 oktober 2017 verving hij de geblesseerde Fejzić tijdens de thuiswedstrijd tegen VfL Bochum in de 2. Bundesliga. In februari 2018 verlengde hij zijn contract tot 2021. Het bleef dat seizoen bij één optreden; Braunschweig degradeerde aan het einde van het seizoen naar de 3. Liga. Kort na de degradatie vertrok Fejzić naar 1. FC Magdeburg.
Engelhardt begon het seizoen 2018/19 als eerste doelman onder de nieuwe trainer Henrik Pedersen. Braunschweig kende een zwakke start van de competitie met één overwinning in de eerste tien wedstrijden, waarbij Engelhardt met 21 tegendoelpunten de meeste treffers incasseerde van alle clubs in de 3. Liga. De club haalde daarop de ervaren doelman Lukas Kruse naar Braunschweig. Engelhardt verloor zijn basisplaats en nam plaats op de reservebank. Na zeven wedstrijden raakte Kruse geblesseerd, waardoor Engelhardt de laatste drie duels voor de winterstop het doel verdedigde. In januari werd Jasmin Fejzić teruggehaald om het keepersprobleem op te lossen; hij werd eerste doelman. In het seizoen 2019/20 bleef de hiërarchie ongewijzigd totdat Fejzić in juni geblesseerd raakte. Vanaf de 28e speelronde stond Engelhardt tot het einde van het seizoen in het doel. Braunschweig eindigde op de derde plaats en promoveerde daarmee naar de 2. Bundesliga. Voor aanvang van het seizoen 2020/21 versterkte Braunschweig zich met doelman Felix Dornebusch. Engelhardt werd derde doelman en besloot in de winterstop de club te verlaten om zijn loopbaan voort te zetten bij het Zuid-Afrikaanse Maritzburg United, dat op het hoogste niveau actief is.

### Maritzburg United
In januari 2021 tekende Engelhardt een contract voor tweeënhalf jaar bij Maritzburg United, een club uit de Zuid-Afrikaanse stad Pietermaritzburg. Op 12 februari maakte hij zijn debuut in de met 0-1 verloren thuiswedstrijd tegen Tshakhuma. Gedurende het seizoen 2020/21 was hij de vaste doelman onder leiding van de Duitse trainer Ernst Middendorp. Maritzburg eindigde dat seizoen op de 13e plaats in de Premier Soccer League, een positie die de club ook in het daaropvolgende seizoen behaalde. Op 24 mei 2022 speelde Engelhardt tegen Orlando Pirates  zijn laatste wedstrijd voor Maritzburg. Na 48 wedstrijden keerde hij zonder contract terug naar Europa.

### FSV Zwickau
In september 2022 sloot Engelhardt zich aan bij FSV Zwickau, waar hij een contract tekende tot het einde van het seizoen 2022/23. Hij werd aangetrokken als vervanger van de geblesseerde eerste doelman Johannes Brinkies. Op 13 oktober maakte hij zijn debuut in de uitwedstrijd tegen FC Ingolstadt. In het Audi-Sportpark  hield hij zijn doel schoon, waarna de wedstrijd in 0-0 eindigde.Vier wedstrijden later keerde Brinkies terug, waardoor Engelhardt terugviel naar de rol van tweede doelman en op de reservebank plaatsnam. In de zomer van 2023 maakte hij transfervrij de overstap naar Holstein Kiel.

### Holstein Kiel
In de zomer van 2023 tekende Engelhardt een contract tot medio 2025 bij Holstein Kiel. Hij begon het seizoen 2023/24 als derde doelman achter Thomas Dähne en Timon Weiner. Na de met 2-4 verloren thuiswedstrijd tegen 1. FC Magdeburg besloot trainer Marcel Rapp van doelman te wisselen, waardoor Weiner in de uitwedstrijd tegen Schalke 04 de voorkeur kreeg. Kort daarna raakte Dähne geblesseerd aan zijn knie, waardoor Engelhardt op 24 september 2023 tijdens de thuiswedstrijd tegen Hertha BSC voor het eerst als reservekeeper bij de wedstrijdselectie zat. De blessure van Dähne bleek hardnekkig, waardoor Engelhardt de rest van het seizoen als tweede doelman fungeerde. Twee wedstrijden voor het einde van de competitie was Kiel zeker van promotie naar de Bundesliga, waarna Engelhardt als blijk van waardering in de met 1-2 gewonnen uitwedstrijd tegen Hannover 96 zijn debuut maakte. In het seizoen 2024/25 was hij opnieuw derde doelman. De club was tevreden over zijn rol, waarop zijn contract in november 2024 werd opengebroken en verlengd met een onbekende looptijd. Hij kwam dat seizoen acht keer als reserve op de bank, maar maakte geen minuten. Holstein Kiel kende een moeilijk seizoen waarin degradatie niet kon worden voorkomen, waardoor de club na één jaar terugkeerde naar de 2. Bundesliga.

## Clubstatistieken
| Seizoen                      | Club                         | Competitie                   | Competitie                                                                           | Competitie                                                                           | Competitie                                                                           | Beker                                                                                | Beker                                                                                | Beker                                                                                | Beker                                                                                | Internationaal                                                                       | Internationaal                                                                       | Internationaal                                                                       | Internationaal                                                                       | Overig                                                                               | Overig                                                                               | Overig                                                                               | Overig                                                                               | Seizoenstotaal                                                                       | Seizoenstotaal                                                                       | Seizoenstotaal                                                                       | Seizoenstotaal |
| Seizoen                      | Club                         |                              | W                                                                                    | T                                                                                    | N                                                                                    |                                                                                      | W                                                                                    | T                                                                                    | N                                                                                    |                                                                                      | W                                                                                    | T                                                                                    | N                                                                                    |                                                                                      | W                                                                                    | T                                                                                    | N                                                                                    |                                                                                      | W                                                                                    | T                                                                                    | N              |
| ---------------------------- | ---------------------------- | ---------------------------- | ------------------------------------------------------------------------------------ | ------------------------------------------------------------------------------------ | ------------------------------------------------------------------------------------ | ------------------------------------------------------------------------------------ | ------------------------------------------------------------------------------------ | ------------------------------------------------------------------------------------ | ------------------------------------------------------------------------------------ | ------------------------------------------------------------------------------------ | ------------------------------------------------------------------------------------ | ------------------------------------------------------------------------------------ | ------------------------------------------------------------------------------------ | ------------------------------------------------------------------------------------ | ------------------------------------------------------------------------------------ | ------------------------------------------------------------------------------------ | ------------------------------------------------------------------------------------ | ------------------------------------------------------------------------------------ | ------------------------------------------------------------------------------------ | ------------------------------------------------------------------------------------ | -------------- |
| 002012/13                    | 0 VfB Lübeck                 | Regionalliga Nord            | 6                                                                                    | 7                                                                                    | 1                                                                                    | –                                                                                    | –                                                                                    | –                                                                                    | –                                                                                    | –                                                                                    | –                                                                                    | –                                                                                    | –                                                                                    | –                                                                                    | –                                                                                    | –                                                                                    | –                                                                                    | 2012/13                                                                              | 6                                                                                    | 7                                                                                    | 1              |
| 002012/13                    | 0 TSV Havelse                | Regionalliga Nord            | 12                                                                                   | 9                                                                                    | 6                                                                                    | –                                                                                    | –                                                                                    | –                                                                                    | –                                                                                    | –                                                                                    | –                                                                                    | –                                                                                    | –                                                                                    | –                                                                                    | –                                                                                    | –                                                                                    | –                                                                                    | 2012/13                                                                              | 12                                                                                   | 9                                                                                    | 6              |
| 002013/14                    | 0 Eintracht Braunschweig II  | Regionalliga Nord            | 29                                                                                   | 38                                                                                   | 6                                                                                    | –                                                                                    | –                                                                                    | –                                                                                    | –                                                                                    | –                                                                                    | –                                                                                    | –                                                                                    | –                                                                                    | –                                                                                    | –                                                                                    | –                                                                                    | –                                                                                    | 2013/14                                                                              | 29                                                                                   | 38                                                                                   | 6              |
| 002014/15                    | 0 Eintracht Braunschweig II  | Regionalliga Nord            | 33                                                                                   | 55                                                                                   | 6                                                                                    | –                                                                                    | –                                                                                    | –                                                                                    | –                                                                                    | –                                                                                    | –                                                                                    | –                                                                                    | –                                                                                    | –                                                                                    | –                                                                                    | –                                                                                    | –                                                                                    | 2014/15                                                                              | 33                                                                                   | 55                                                                                   | 6              |
| 002015/16                    | 0 Eintracht Braunschweig II  | Regionalliga Nord            | 28                                                                                   | 27                                                                                   | 10                                                                                   | –                                                                                    | –                                                                                    | –                                                                                    | –                                                                                    | –                                                                                    | –                                                                                    | –                                                                                    | –                                                                                    | –                                                                                    | –                                                                                    | –                                                                                    | –                                                                                    | 2015/16                                                                              | 28                                                                                   | 27                                                                                   | 10             |
| 002016/17                    | 0 Eintracht Braunschweig II  | Regionalliga Nord            | 8                                                                                    | 6                                                                                    | 4                                                                                    | –                                                                                    | –                                                                                    | –                                                                                    | –                                                                                    | –                                                                                    | –                                                                                    | –                                                                                    | –                                                                                    | –                                                                                    | –                                                                                    | –                                                                                    | –                                                                                    | 2016/17                                                                              | 8                                                                                    | 6                                                                                    | 4              |
| 002017/18                    | 0 Eintracht Braunschweig     | 2. Bundesliga                | 1                                                                                    | 0                                                                                    | 1                                                                                    | –                                                                                    | –                                                                                    | –                                                                                    | –                                                                                    | –                                                                                    | –                                                                                    | –                                                                                    | –                                                                                    | Regionalliga Nord                                                                    | 1                                                                                    | 1                                                                                    | 0                                                                                    | 2017/18                                                                              | 2                                                                                    | 1                                                                                    | 1              |
| 002018/19                    | 0 Eintracht Braunschweig     | 3. Liga                      | 13                                                                                   | 22                                                                                   | 3                                                                                    | DFB-Pokal                                                                            | 1                                                                                    | 2                                                                                    | 0                                                                                    | –                                                                                    | –                                                                                    | –                                                                                    | –                                                                                    | Niedersachsenpokal                                                                   | 1                                                                                    | 0                                                                                    | 1                                                                                    | 2018/19                                                                              | 15                                                                                   | 24                                                                                   | 4              |
| 002019/20                    | 0 Eintracht Braunschweig     | 3. Liga                      | 11                                                                                   | 9                                                                                    | 5                                                                                    | –                                                                                    | –                                                                                    | –                                                                                    | –                                                                                    | –                                                                                    | –                                                                                    | –                                                                                    | –                                                                                    | Niedersachsenpokal                                                                   | 1                                                                                    | 1                                                                                    | 0                                                                                    | 2019/20                                                                              | 12                                                                                   | 10                                                                                   | 5              |
| 002020/21                    | 0 Maritzburg United          | Premier Soccer League        | 16                                                                                   | 15                                                                                   | 5                                                                                    | Nedbank Cup                                                                          | 2                                                                                    | 4                                                                                    | 0                                                                                    | –                                                                                    | –                                                                                    | –                                                                                    | –                                                                                    | –                                                                                    | –                                                                                    | –                                                                                    | –                                                                                    | 2020/21                                                                              | 18                                                                                   | 19                                                                                   | 5              |
| 002021/22                    | 0 Maritzburg United          | Premier Soccer League        | 29                                                                                   | 31                                                                                   | 9                                                                                    | Nedbank Cup                                                                          | 1                                                                                    | 1                                                                                    | 0                                                                                    | –                                                                                    | –                                                                                    | –                                                                                    | –                                                                                    | –                                                                                    | –                                                                                    | –                                                                                    | –                                                                                    | 2021/22                                                                              | 30                                                                                   | 32                                                                                   | 9              |
| 002022/23                    | 0 FSV Zwickau                | 3. Liga                      | 5                                                                                    | 6                                                                                    | 1                                                                                    | –                                                                                    | –                                                                                    | –                                                                                    | –                                                                                    | –                                                                                    | –                                                                                    | –                                                                                    | –                                                                                    | Sachsenpokal                                                                         | 1                                                                                    | 0                                                                                    | 1                                                                                    | 2022/23                                                                              | 6                                                                                    | 6                                                                                    | 2              |
| 002023/24                    | 0 Holstein Kiel              | 2. Bundesliga                | 1                                                                                    | 1                                                                                    | 0                                                                                    | –                                                                                    | –                                                                                    | –                                                                                    | –                                                                                    | –                                                                                    | –                                                                                    | –                                                                                    | –                                                                                    | –                                                                                    | –                                                                                    | –                                                                                    | –                                                                                    | 2023/24                                                                              | 1                                                                                    | 1                                                                                    | 0              |
| 002024/25                    | 0 Holstein Kiel              | Bundesliga                   | 0                                                                                    | 0                                                                                    | 0                                                                                    | –                                                                                    | –                                                                                    | –                                                                                    | –                                                                                    | –                                                                                    | –                                                                                    | –                                                                                    | –                                                                                    | –                                                                                    | –                                                                                    | –                                                                                    | –                                                                                    | 2024/25                                                                              | 0                                                                                    | 0                                                                                    | 0              |
| 0Carrière totaal             | 0Carrière totaal             | 0Carrière totaal             | 192                                                                                  | 226                                                                                  | 57                                                                                   |                                                                                      | 4                                                                                    | 7                                                                                    | 0                                                                                    |                                                                                      | 0                                                                                    | 0                                                                                    | 0                                                                                    |                                                                                      | 4                                                                                    | 2                                                                                    | 2                                                                                    |                                                                                      | 200                                                                                  | 235                                                                                  | 59             |
| 0Bijgewerkt tot 14 juni 2025 | 0Bijgewerkt tot 14 juni 2025 | 0Bijgewerkt tot 14 juni 2025 | 0W: gespeelde wedstrijden00T: tegendoelpunten00N: aantal wedstrijden de nul gehouden | 0W: gespeelde wedstrijden00T: tegendoelpunten00N: aantal wedstrijden de nul gehouden | 0W: gespeelde wedstrijden00T: tegendoelpunten00N: aantal wedstrijden de nul gehouden | 0W: gespeelde wedstrijden00T: tegendoelpunten00N: aantal wedstrijden de nul gehouden | 0W: gespeelde wedstrijden00T: tegendoelpunten00N: aantal wedstrijden de nul gehouden | 0W: gespeelde wedstrijden00T: tegendoelpunten00N: aantal wedstrijden de nul gehouden | 0W: gespeelde wedstrijden00T: tegendoelpunten00N: aantal wedstrijden de nul gehouden | 0W: gespeelde wedstrijden00T: tegendoelpunten00N: aantal wedstrijden de nul gehouden | 0W: gespeelde wedstrijden00T: tegendoelpunten00N: aantal wedstrijden de nul gehouden | 0W: gespeelde wedstrijden00T: tegendoelpunten00N: aantal wedstrijden de nul gehouden | 0W: gespeelde wedstrijden00T: tegendoelpunten00N: aantal wedstrijden de nul gehouden | 0W: gespeelde wedstrijden00T: tegendoelpunten00N: aantal wedstrijden de nul gehouden | 0W: gespeelde wedstrijden00T: tegendoelpunten00N: aantal wedstrijden de nul gehouden | 0W: gespeelde wedstrijden00T: tegendoelpunten00N: aantal wedstrijden de nul gehouden | 0W: gespeelde wedstrijden00T: tegendoelpunten00N: aantal wedstrijden de nul gehouden | 0W: gespeelde wedstrijden00T: tegendoelpunten00N: aantal wedstrijden de nul gehouden | 0W: gespeelde wedstrijden00T: tegendoelpunten00N: aantal wedstrijden de nul gehouden | 0W: gespeelde wedstrijden00T: tegendoelpunten00N: aantal wedstrijden de nul gehouden |                |